# Parathesis multiflora
Parathesis multiflora är en viveväxtart som beskrevs av Cyrus Longworth Lundell. Parathesis multiflora ingår i släktet Parathesis och familjen viveväxter. Inga underarter finns listade i Catalogue of Life.